# Chrysokeras
Chrysokeras és una característica d'albedo a la superfície de Mart, localitzada amb el sistema de coordenades planetocèntriques a -49.67 ° latitud N i 250 ° longitud E. El nom va ser aprovat per la UAI l'any 1958 i fa referència al Corn d'Or, badia a la costa europea de l'actual Istanbul.